# Рубен Гонсалес
Рубен Гонсалес  (на испански: Rubén González) е кубински пианист.
Считан е за световен виртуоз, с изумителен и проницателен тон, от рядко срещащите се майсторски поставени тонове, които остават удивително плътни, ярки и цялостни, дори по времето на възходящи и низходящи пластове на твърде взискателни динамични планове.
Виртуозният пианист се ражда на 26 май 1919 година в Санта Клара, Куба. Започва да свири от детска възраст. Изоставя медицинското си образование, за да се занимава професионално с музика. През 1940-те години се установява в Хавана. Там прави първите си записи.
Следват години, в които придобива известност и в други страни на Латинска Америка, а и по целия свят. Известно време се установява и работи във Венецуела. В края на 1980-те години виртуозът прекратява активната си кариера. Връща се на кубинската и на световната сцена едва през 1996 година. Включва се в проекта „Buena Vista Social Club“ и следват години, в които издава още няколко от иначе многобройните си солови албуми и композиции.
Рубен Гонсалес умира на 8 декември 2003 година в Хавана, Куба.